# Rezavec dubový
Rezavec dubový (Inonotus dryadeus) je poměrně vzácná dřevokazná houba z čeledi kožovkovitých (Hymenochaetaceae).

## Znaky
Plodnice je jednoletá, mohutná, hlízovitě kulatá, 10–60cm široká, 5–20 cm dlouhá, 3–15 cm tlustá. Barvu má v mládí krémovou, postupně nabývá rezavého odstínu. Mladé exempláře jsou na svrchní straně pokryty bledě žlutým chmýřím, které v dospělosti úplně mizí. Rourky jednovrstevné, kaštanově hnědé, 2 cm dlouhé. Póry v mládí světle okrové, později tmavohnědé. Výtrusný prach je v mládí bělavý, později bledě žlutý.
Plodnice může druh tvořit jak solitérně, tak i jako shluky uspořádané střechovitě nad sebou.
Ve vlhkém prostředí u druhu pozorujeme jev zvaný gutace – vylučování drobných, hnědých kapiček na svrchní části plodnice, po kterých mnohdy zůstávají stopy.
Mladé a vlhkému prostředí vystavené plodnice se vyznačují měkkou a šťavnatou, rezavou dužninou, v suchém prostředí se dužnina stává tuhou, s korkovitou strukturou.

## Užití
Nejedlý.

## Ekologie
Plodnice tohoto druhu rostou typicky u pat jak živých, tak trouchnivějících dubů, výskyt byl pozorován ale i na břízách, olších, jírovcích a bucích. K nalezení jsou od července do října.

## Rozšíření
Pozorován roztroušeně, místy však hojně, v oblastech Evropy, Spojeného království a Severní Ameriky.

## Galerie

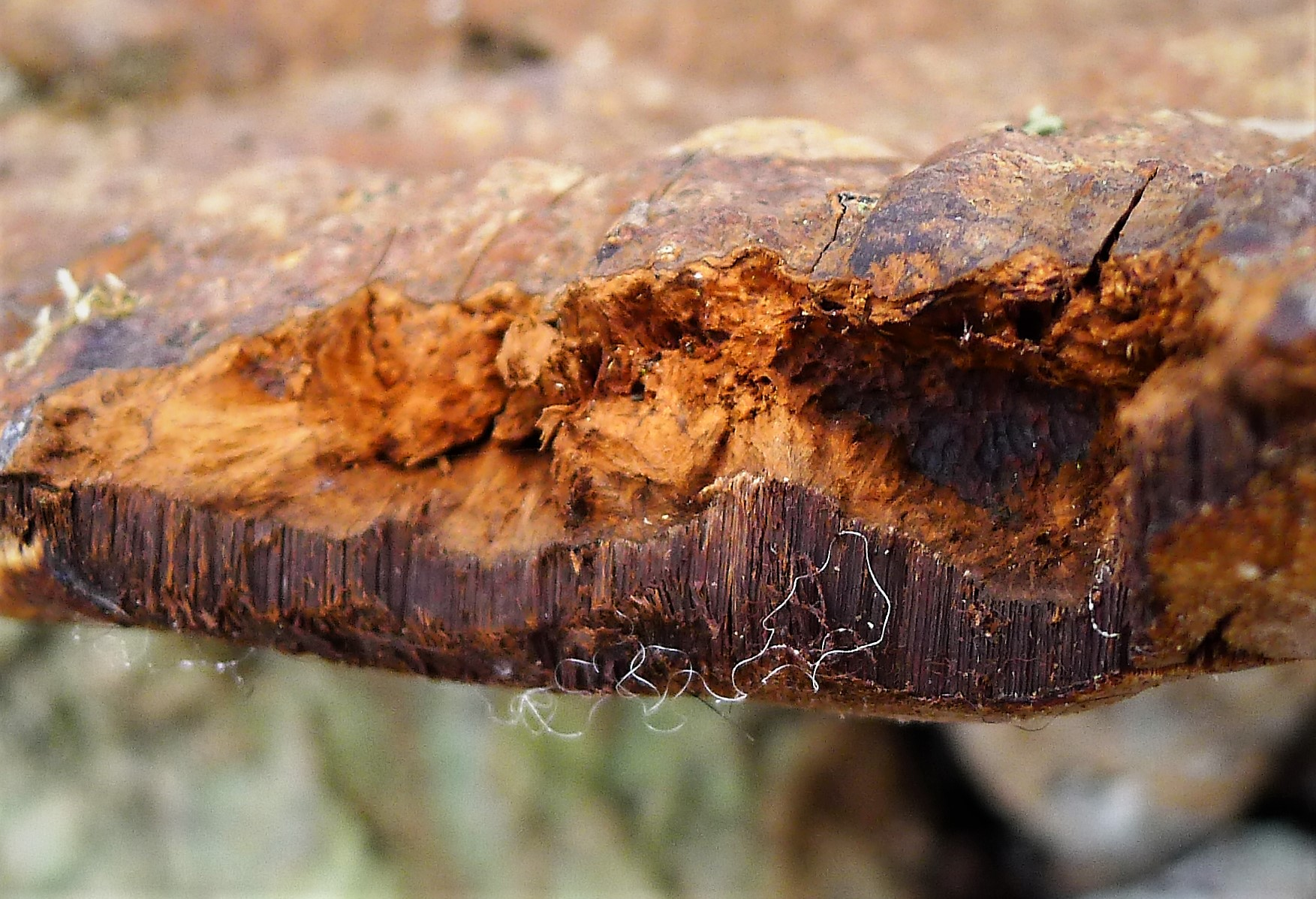
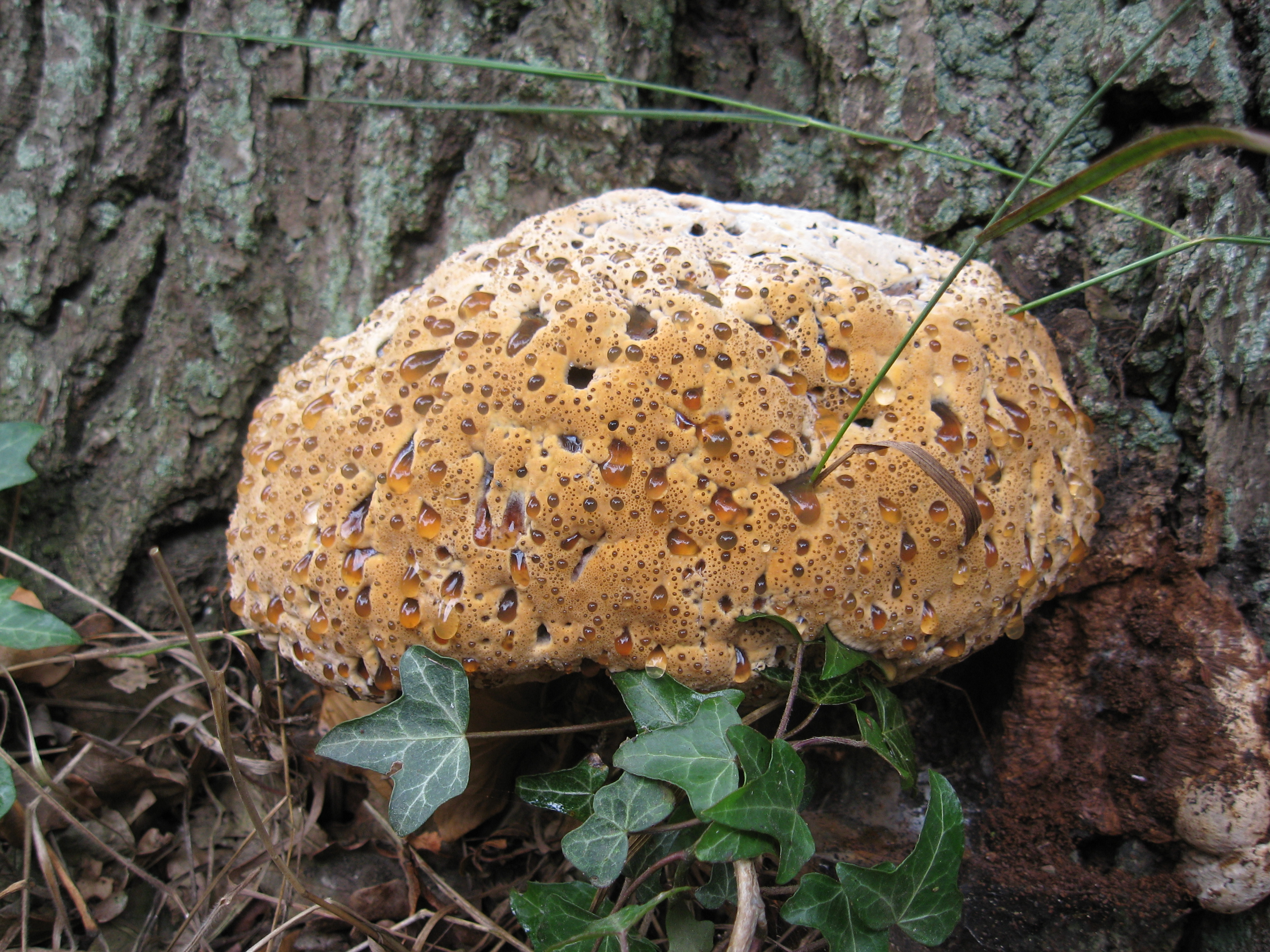
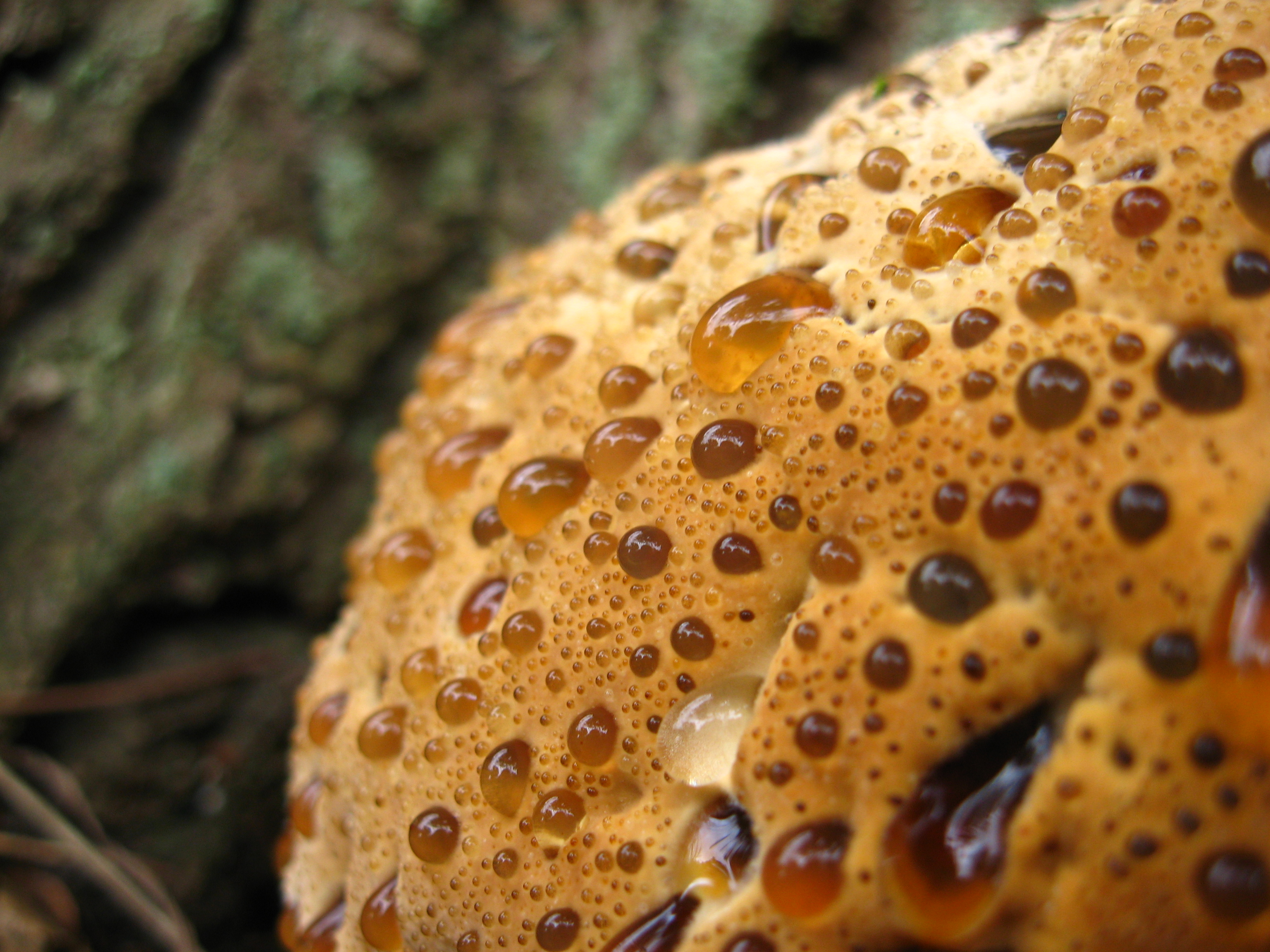
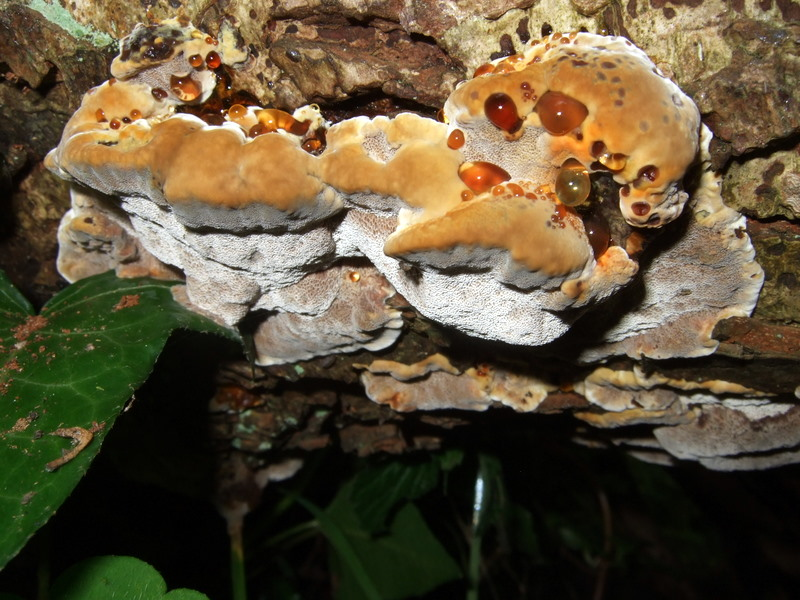

## Možnost záměny
- Rezavec dubomilný (Inonotus dryophilus) – liší se menšími plodnicemi a výskytem na vyšších částech kmene.[3][6]